# Rosalind Belben
Rosalind Loveday Belben (* 1. Februar 1941 in Dorset) ist eine englische Romanautorin. 
Belben ist Mitglied der Royal Society of Literature. 

## Auszeichnungen
- 2007: James Tait Black Memorial Prize für Our Horses in Egypt[2]

## Schriften
- Is beauty good
  - Gut und schön, deutsch von Hannah Harders, Wagenbach, Berlin 1990, ISBN 3-8031-0172-7
- Choosing Spectacles
- Bogies
- Reuben Little Hero
- Dreaming of Dead People
- The Limit
- Hound Music
- Our Horses in Egypt, Chatto & Windus 2007